# シーフォード駅 (イングランド)
シーフォード駅（シーフォードえき、英語: Seaford railway station）は、イングランドイースト・サセックス州シーフォードにある鉄道駅で、シーフォード支線の終着駅。ゴヴィア・テムズリンク・レールウェイが「サザン」ブランドで列車を運行している。

## 歴史
1864年6月、ロンドン・ブライトン・アンド・サウス・コースト鉄道によって駅が開業した。開業当初はイーストボーン駅までの延伸計画もあったが、実行されることはなかった。開業当初は1面2線だったが1番線がのちに撤去されて2番線だけが残った。そのため、現在でも駅には2番線ホームだけが存在する。

## 運行頻度
オフピーク時間の列車の運行頻度は次の通りである。
- ネットワーク・レール（ゴヴィア・テムズリンク・レールウェイ（「サザン」ブランド）による運行）
  - ブライトン駅方面　毎時2本

## 駅構造
単式1面1線のホームを持つ地上駅。

### のりば
| のりば | 路線              | 方向 | 行先                   |
| ------ | ----------------- | ---- | ---------------------- |
| 2      | ■シーフォード支線 | 上り | ルイス、ブライトン方面 |